# Елена (дъщеря на Константин Велики)
Вижте пояснителната страница за други личности с името Елена.
Елена или Флавия Елена (на латински: Helena; Flavia Helena; * 326; † 360) e дъщеря на Константин Велики (римски император 306 – 337). Член е на основаната от него Константинова династия. През 355 г. тя се омъжва за по-късния император Юлиан Апостат.

## Биография
Тя е дъщеря на Константин I от втората му съпруга Фауста, дъщеря на римския император Максимиан. Сестра е на по-късните императори Константин, Констанций и Констанс и на Константина. Кръстена е на баба си Елена.
През 355 г. нейният брат Констанций я омъжва за Юлиан, който малко преди това на 6 ноември 355 г. е провъзгласен за цезар. Сватбата се състои в Милано. С Юлиан се преселва в Галия, където забременява. Синът им умира след раждането. Изглежда Евсевия, съпругата на Констанций, е накарала акушерка да го убие веднага след раждането. Други забременявания тя възпрепятства чрез вземане на отрова, за да лиши Юлиан от наследник.
През 357 г., когато Констанций посещава Рим, тя е в императорския двор. В Кьолн двамата с Юлиан построяват църквата „Св. Гереон“.
Елена присъства на издигането на Юлиан за август от войниците му през февруари/март 360 г. в Лутеция (Париж). Тя умира вероятно през ноември същата година. Погребана е заедно със сестра си Константина на Виа Номентана при Рим. По-късно нейният гроб е изместен от император Теодосий I в Константинопол, където намира последно спокойствие до нейния съпруг.